# سينز ليه ماركيون
سينز ليه ماركيون (بالفرنسية: Sains-lès-Marquion)‏ هي بلدية تقع في إقليم باد كاليه من منطقة نور با دو كاليه في شمال فرنسا. تبلغ مساحة هذه المدينة 6.26 (كم²)، وترتفع عن سطح البحر 48 م، يبلغ عدد سكانها 333 نسمة حسب إحصاء المعهد الوطني للإحصاء والدراسات الاقتصادية سنة 2009 م. وترأس Guy De Saint-Aubert البلدية خلال فترة (2008-2014).